# مقرن بن سعود بن عبد العزيز آل سعود
الأمير مقرن بن سعود بن عبد العزيز آل سعود الابن الثاني والعشرون من أنجال الملك سعود بن عبد العزيز آل سعود.

## تعريف
ولد في عام 1370هـ / 1950 م وأنهى المرحلة الثانوية في معهد العاصمة النموذجي عام 1969م ثم قضى سنتين بين 1970م / 1971م لدارسة اللغة الإنجليزية في الولايات المتحدة الأمريكية وفي عام 1397هـ / 1977م أنهى دراسة متطلبات البكالوريوس في قسم التاريخ بكلية الآداب جامعة الملك سعود

## زواجه
تزوج من الأميرة العنود بنت إبراهيم الأحيدب وهي الشاعرة عنود نجد، لها ديوان شعر بعنوان (ارحل ورا الشمس). وليس له أبناء

## وفاته
توفي الأمير مقرن بن سعود بن عبد العزيز آل سعود في شهر رجب عام 1403 هـ / 1983 عن عمر ناهز 33 عاماً.